# 나짐 키자이바이
나짐 아바예브나 키자이바이(카자흐어: Назым Абайқызы Қызайбай 나즘 아바이크즈 크자이바이, 러시아어: Назы́м Аба́евна Кызайба́й, 1993년 9월 14일~)는 카자흐스탄의 권투 선수이다. 2024년 하계 올림픽에서 여자 플라이급 동메달을 획득했으며 세계 선수권 대회에서 금메달 3개, 동메달 1개를 획득했다.